# 동경 174도
동경 174도(東經174度)는 본초 자오선에서 동쪽으로 174도 떨어진 경선이다. 북극점에서 시작하여 북극해와 러시아, 태평양, 오스트랄라시아, 남극해, 남극을 거쳐 남극점에 이른다.
동경 174도는 서경 6도와 이어져 지구의 둘레를 이룬다.

## 지나가는 지역
북극점에서 남극점까지 동경 174도선은 다음 지역을 지나간다.
| 좌표                                                    | 나라, 지역, 해역 | 주석                                                                                                |
| ------------------------------------------------------- | ---------------- | --------------------------------------------------------------------------------------------------- |
| 북위 90° 0′ 동경 174° 0′  / 북위 90.000° 동경 174.000°  | 북극해           | |
| 북위 72° 58′ 동경 174° 0′  / 북위 72.967° 동경 174.000° | 동시베리아해     | |
| 북위 69° 51′ 동경 174° 0′  / 북위 69.850° 동경 174.000° | 러시아           | 축치 자치구 캄차카 지방 — 북위 62° 27′ 동경 174° 0′  / 북위 62.450° 동경 174.000° 부터              |
| 북위 61° 42′ 동경 174° 0′  / 북위 61.700° 동경 174.000° | 베링해           | |
| 북위 52° 44′ 동경 174° 0′  / 북위 52.733° 동경 174.000° | 미국             | 알래스카주 — 니즈키 섬                                                                              |
| 북위 52° 43′ 동경 174° 0′  / 북위 52.717° 동경 174.000° | 태평양           | 키리바시 아베마마 환초 (북위 0° 20′ 동경 173° 57′  / 북위 0.333° 동경 173.950° ) 바로 동쪽을 지나감 |
| 남위 35° 7′ 동경 174° 0′  / 남위 35.117° 동경 174.000°  | 뉴질랜드         | 북섬 — 노스오클랜드 반도                                                                            |
| 남위 36° 16′ 동경 174° 0′  / 남위 36.267° 동경 174.000° | 태평양           | |
| 남위 39° 5′ 동경 174° 0′  / 남위 39.083° 동경 174.000°  | 뉴질랜드         | 북섬 — 뉴플리머스 (남위 39° 4′ 동경 174° 4′  / 남위 39.067° 동경 174.067° ) 바로 서쪽을 지나감      |
| 남위 39° 33′ 동경 174° 0′  / 남위 39.550° 동경 174.000° | 태평양           | |
| 남위 40° 55′ 동경 174° 0′  / 남위 40.917° 동경 174.000° | 뉴질랜드         | 남섬 — 블레넘 (남위 4° 31′ 동경 173° 58′  / 남위 4.517° 동경 173.967° ) 바로 동쪽을 지나감          |
| 남위 42° 0′ 동경 174° 0′  / 남위 42.000° 동경 174.000°  | 태평양           | |
| 남위 60° 0′ 동경 174° 0′  / 남위 60.000° 동경 174.000°  | 남극해           | |
| 남위 77° 34′ 동경 174° 0′  / 남위 77.567° 동경 174.000° | 남극             | 뉴질랜드가 영유권을 주장하는 로스 속령                                                              |

## 같이 보기
- 동경 173도
- 동경 175도